# Prachomety (vojenský újezd Hradiště)
Prachomety (německy Promut, Promuth) je zaniklá vesnice ve vojenském újezdu Hradiště v okrese Karlovy Vary. Stála v Doupovských horách asi jedenáct kilometrů severovýchodně od Bochova v nadmořské výšce okolo 720 metrů.

## Název
Název vesnice vznikl spojením slova prach a staročeského slovesa míesti. Výsledný výraz byl posměšným označením lidí, kteří místo mouky hnětou prach. V historických pramenech se objevuje ve tvarech: in Prachomyetech (1410), w Prachometech (1543), Prachomety (1546), Prachmudt (1563), Prachmut nebo Brachmuth (1573), Pragmuth (1627), Brachmut (1631), Prochmuth (1654) a Promuth (1720–1847).

## Historie
První písemná zmínka o Prachometech je z roku 1410, ale německojazyčná vlastivědná literatura z první poloviny dvacátého století udává i rok 1273. Roku 1410 byl majitelem vesnice Jan Doupovec z Doupova, který tehdy věnoval výnosy z Prachomet doupovskému kostelu.
Prachomety patřily k doupovskému panství a spravoval je rychtář z Řednice. Po třicetileté válce ve vsi podle berní ruly žilo osm sedláků a dva chalupníci. Obdělávali neúrodná pole, na kterých pěstovali žito, ale hlavním zdrojem jejich obživy býval chov dobytka, popř. prodej šindelů. V první polovině devatenáctého století ve vsi krátce fungovala sklárna. Od roku 1829 měly Prachomety vlastní jednotřídní školu, ale samostatnou školní budovu nechala obec postavit až v roce 1867. Podle díla Johanna Gottfrieda Sommera z roku 1847 ve vsi žilo 220 obyvatel ve 34 domech.
Z původních dvou hostinců přetrval do dvacátého století jen Kauerův hostinec, který stál na místě ovčína uváděného už ve třináctém století. Řemeslo ve vsi provozovali kovář, krejčí, truhlář a tři tesaři, ale z obchodů byla v Prachometech pouze trafika a za všemi ostatními službami se docházelo do Doupova, kde bylo i sídlo farnosti. Zásobování vodou umožňoval od roku 1909 vodovod. Po druhé světové válce došlo k vysídlení Němců, a počet obyvatel poklesl ze 180 v roce 1930 na 28 v roce 1947.
Prachomety zanikly vysídlením v důsledku zřízení vojenského újezdu během druhé etapy rušení sídel. Vesnice byla úředně zrušena 31. srpna 1953.

## Přírodní poměry
Prachomety stávaly na rozhraní katastrálních území Bražec u Hradiště a Radošov u Hradiště v okrese Karlovy Vary, asi jedenáct kilometrů severovýchodně od Bochova. Nacházely se v nadmořské výšce okolo 720 metrů v údolí Zlatého potoka, který je levostranným přítokem Liboce. Oblast leží v jihovýchodní části Doupovských hor, konkrétně v jejich okrsku Hradišťská hornatina. Půdní pokryv tvoří kambizem eutrofní.
V rámci Quittovy klasifikace podnebí Prachomety stály v chladné oblasti oblasti CH7, pro kterou jsou typické průměrné teploty −3 až −4 °C v lednu a 15–16 °C v červenci. Roční úhrn srážek dosahuje 850–1000 milimetrů, sníh zde leží 100–120 dní v roce. Mrazových dnů bývá 140–160, zatímco letních dnů jen 10–30.

## Obyvatelstvo
Při sčítání lidu v roce 1921 zde žilo 198 obyvatel (z toho 101 mužů), z nichž bylo 197 Němců a jeden cizinec. Všichni se hlásili k římskokatolické církvi. Podle sčítání lidu z roku 1930 měla vesnice 180 obyvatel německé národnosti a římskokatolického vyznání.
|           | 1869 | 1880 | 1890 | 1900 | 1910 | 1921 | 1930 | 1950 |
| --------- | ---- | ---- | ---- | ---- | ---- | ---- | ---- | ---- |
| Obyvatelé | 192  | 180  | 197  | 186  | 196  | 198  | 180  | 39   |
| Domy      | 36   | 37   | 38   | 38   | 36   | 36   | 35   | 26   |

## Obecní správa
Po zrušení patrimoniální správy se Prachomety staly roku 1850 obcí. V letech 1868–1880 byly osadou obce Řednice, ale poté se znovu osamostatnily.

## Pamětihodnosti
Jedinou církevní stavbou v Prachometech byla kaple Panny Marie postavené v letech 1893–1894 na místě starší svatyně. U mostu přes potok stávala socha svatého Jana Nepomuckého, ke které vždy 16. května konala procesí.